# Rivière Sacacomie
Rivière Sacacomie är ett vattendrag i Kanada.   Det ligger i provinsen Québec, i den sydöstra delen av landet, 230 km nordost om huvudstaden Ottawa. Rivière Sacacomie ligger vid sjöarna  Lac Drolet och Lac Saint-Alexis.
I omgivningarna runt Rivière Sacacomie växer i huvudsak blandskog. Runt Rivière Sacacomie är det glesbefolkat, med 16 invånare per kvadratkilometer.